# Phatthalung (tỉnh)
Phatthalung (tiếng Thái: พัทลุง, phiên âm: Bát-tha-lung) là một tỉnh miền Nam của Thái Lan. Tỉnh này giáp các tỉnh (từ phía bắc theo chiều kim đồng hồ) là: Nakhon Si Thammarat, Songkhla, Satun và Trang.

## Địa lý
Tỉnh này tọa lạc ở Bán đảo Malay. Phía Đông giáp hồ Songkhla, phía Tây bao phủ bởi dãy núi Nakhon Si Thammarat chain. Vườn quốc gia Khao Pu - Khao Ya tọa lạc ở dãy núi này tại giáp giới với Trang.

## Lịch sử
Trong thời kỳ trị vì của vua Ramathibodi I của vương quốc Ayutthaya, Phatthalung đã trở thành thành hoàng gia thứ 12. Cuối thế kỷ 18, vua Rama I đã chuyển thành này cho Bộ Quốc phòng - cơ quan chịu trách nhiệm đối với các tỉnh phía Nam. Trong cuộc cải cách hành chính bởi vua Chulalongkorn Phatthalung đã trở thành một phần của Monthon Nakhon Si Thammarat.

## Dân số
11.1% dân số là người Hồi Giáo.

## Biểu tượng
|  | Con dấu của tỉnh là núi cao 250 m có tên Phu Khao Ok Thalu, là biểu tượng của tỉnh này. Cây và hoa biểu tượng là (Shorea roxburghii). |

## Các đơn vị hành chính địa phương
Phatthalung được chia ra 10 huyện (amphoe) và 1 tiểu huyện (king amphoe). Các huyện được chia ra 65 xã (tambon) và 626 làng (thôn, buôn, sóc, bản, mường, ấp) (muban).
| Amphoe                                                                    |                                                                 | King Amphoe      |
| ------------------------------------------------------------------------- | --------------------------------------------------------------- | ---------------- |
| 1. Mueang Phatthalung 2. Kong Ra 3. Khao Chaison 4. Tamot 5. Khuan Khanun | 1. Pak Phayun 2. Si Banphot 3. Pa Bon 4. Bang Kaeo 5. Pa Phayom | 1. Srinagarindra |